# Линейные корабли типа «Императрица Мария»
Тип «Императрица Мария» — серия российских линкоров спроектированных в 1910—1911 годах на основе линкоров типа «Севастополь» и предназначавшихся для обстрелов турецких укреплений и обеспечения высадки десанта на Босфоре в будущей войне на Чёрном море. В 1911—1917 годах были построены три корабля этого типа. Четвёртый, «Император Николай I», был заложен в 1914 году по доработанному проекту, отличавшемуся усиленным бронированием, но его постройка не была завершена из-за начавшейся революции. Черноморские линкоры дредноутного типа, аналогичные балтийским по принципиальной схеме и водоизмещению, уступали им в мощности силовой установки и скорости хода, но превосходили по мощности противоминной артиллерии и степени бронезащищённости. В связи с решением оборудовать в качестве флагманского «Императрицу Марию», все корабли серии распоряжением морского министра И. К. Григоровича было приказано называть кораблями типа «Императрица Мария» независимо от того какой корабль первым спустят на воду.
«Императрица Мария» затонула 7 октября 1916 года из-за взрыва погребов при невыясненных обстоятельствах. «Императрица Екатерина Великая» была затоплена в Новороссийске 18 июня 1918 года, чтобы не допустить захвата Германией. «Император Александр III» же неоднократно переходил из рук в руки, в итоге попав в руки Добровольческой армии и уйдя в составе Русской эскадры в 1920 году в Бизерту, где он в 1924 году был формально передан СССР и впоследствии пущен на слом.

## История создания

### Стратегические предпосылки
До 1910 года на Чёрном море Россия сохраняла полное превосходство над Турцией в устаревших эскадренных броненосцах (с 1907 года линейные корабли). В январе 1910 года Турция закупила в Германии два броненосца типа Бранденбург постройки конца XIX века и четыре новейших миноносца, а во Франции закупила ещё четыре эсминца. Таким образом в 1910 году турецкий флот явил собой реальную угрозу для русского Черноморского флота. В 1910 году, в разгар дредноутной лихорадки, Турция начала переговоры с Англией о постройке линкоров. В 1911 году в Англии был подписан контракт о постройке для Турции трёх дредноутов: «Решад V», «Султан Осман» и «Фатих». Первый предполагалось ввести в строй в апреле 1913 года, а к лету 1914 года Турция рассчитывала иметь минимум два дредноута английской постройки. Это обстоятельство явилось основной причиной ускоренного проектирования русского линейного корабля дредноутного типа для Чёрного моря. Впоследствии Турция обещанных дредноутов не получила, поскольку в связи с началом Первой Мировой войны Великобритания их реквизировала.
Перспектива усиления ВМС Турции обеспокоила Морское министерство России, морской министр И. К. Григорович по этому поводу, в своём дневнике написал: «Период времени с 1914 по 1915 гг. будет для нас критическим в смысле войны с Турцией, если последняя получит заказанные ею два дредноута ранее готовности наших линейных кораблей…». 23 сентября 1910 года в Совете Министров был заслушан доклад о безотлагательных мерах по усилению Черноморского флота. По мнению Морского министерства, для сохранения господства на Чёрном море в дополнение к располагаемой бригаде в составе трёх броненосцев: «Евстафий», «Иоанн Златоуст», «Пантелеймон», требовалось срочно ввести в строй ещё три новых линкора, девять паротурбинных эскадренных миноносцев и шесть подводных лодок.

### Проектирование

#### Технические условия для проектирования
Для ускорения разработки проекта и постройки черноморских дредноутов в качестве прототипа было решено рассматривать (взять за основу) проект строящихся балтийских дредноутов типа «Севастополь».
В основе концепции проектирования черноморского дредноута был заложен тот же, что и у балтийских кораблей, конструктивный тип, с усилением защиты в ущерб его проектной скорости в пределах неизменного водоизмещения.
Подобный подход позволил значительно ускорить процесс разработки заданий на новые линейные корабли для Чёрного моря, но вместе с тем заведомо заложил в новых проектах недостатки, присущие балтийским дредноутам, в том числе и линейно-монотонное расположение башен главного калибра. Улучшением стали увеличенный развал шпангоутов в носу и небольшой прямолинейный подъём от носовой башни к форштевню на высоту около 0,6 м. В результате носовые башни на значительном волнении гораздо меньше страдали от забрызгивания и заливания.

#### Эскизное проектирование
9 июня 1911 года утверждённые ТУ на аванпроект черноморского дредноута были разосланы правлениям заводов: «Руссуд», «ОНЗ и В», Балтийского, Адмиралтейского, а также на завод Круппа в Германии, для разработки вариантов аванпроектов черноморского дредноута на конкурсной основе. На конкурсе предпочтение при прочих равных условиях отдавалось проектам, в которых предусматривалось усиление артиллерии противоминного калибра по сравнению с балтийским прототипом. Рассмотрев представленные на конкурс проекты дредноутов, морской технический комитет отдал предпочтение вариантам представленным заводами «Руссуд» и «ОНЗиВ», которые и были положены в основу разработки окончательного эскизного проекта, предусматривающего выполнение башенных установок главного калибра такими же как на балтийском дредноуте, но с усиленным бронированием. При этом проект завода «Руссуд» предусматривал применение в качестве противоминного калибра новейших 130-мм орудий с длиной ствола в 55 калибров, производство которых уже было освоено Обуховским заводом в Санкт-Петербурге.
На основе утверждённого окончательного эскизного проекта заводы «ОНЗиВ» и «Руссуд» приступили к конкурсной разработке своих вариантов технического проекта дредноута.
Администрация ОНЗ и В при составлении своего варианта полного проекта дредноута привлекла фирму Виккерс. Артиллерийский отдел ОНЗиВ обратился в Морское министерство с предложением самостоятельно спроектировать и изготовить артиллерийские башни главного калибра для всех трёх дредноутов. Морское министерство решило объявить конкурс.
11 октября 1911 года в списки Черноморского флота были предварительно зачислены три дредноута, под названиями: «Императрица Мария», «Император Александр III» (планируемые к закладке на заводе «Руссуд») и «Екатерина II» (планируемая к закладке на заводе ОНЗиВ). 17 октября 1911 года состоялись торжественные церемонии закладки этих кораблей.
В октябре 1911 года к проектированию башенных установок главного калибра для черноморских дредноутов на конкурсной основе были привлечены заводы: Металлический, Обуховский, Путиловский и «Наваль».
Предлагаемый ОНЗ и В проектный вариант башни главного калибра по всем параметрам уступал рабочему проекту Путиловского завода.
В результате, в полном эскизном проекте дредноута ОНЗ и В при трёхвальной энергетической установке главные размерения и главная нагрузка по большинству статей превысили таковые у балтийского прототипа, по остальным статьям нагрузка была необоснованно занижена, при этом проектное водоизмещение превысило заданное и составило 25 100 тонн.
При формировании задания офицеры МГШ допустили грубый просчёт: приняли нормальный запас угля равным 500 тонн.

### Рабочее проектирование, постройка и конструктивные особенности

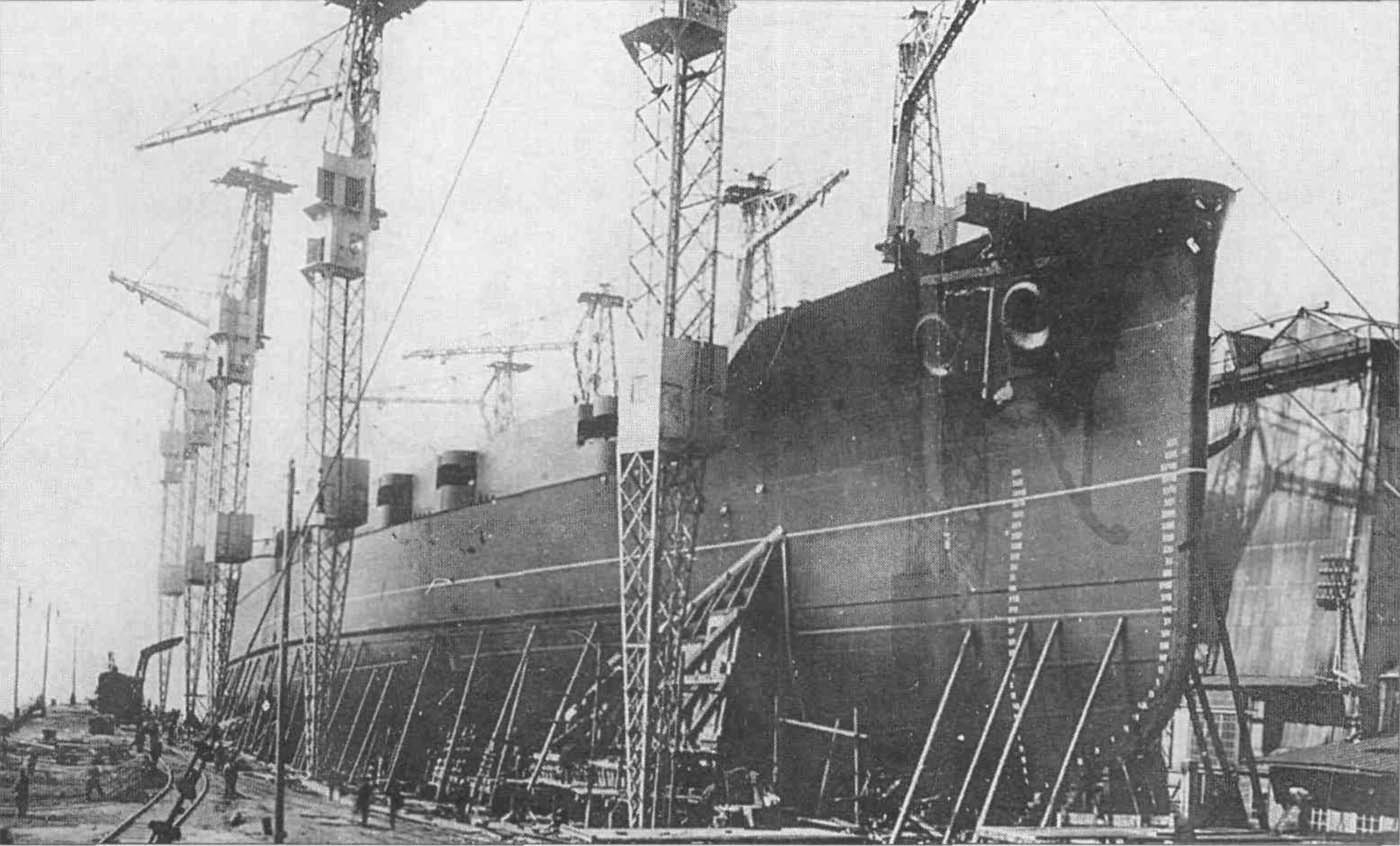
«Императрица Екатерина II» на стапеле завода ОНЗиВ, май 1914 года

Три дредноута были официально заложены в один день — 17 октября 1911 года, на заводе Руссуд («Императрица Мария» и «Император Александр III») и на заводе ОНЗиВ («Императрица Екатерина II»). Примечательно то, что первоначально при зачислении в списки флота 11 октября 1911 года «Высочайшим» указом, третьему черноморскому дредноуту было присвоено название «Екатерина II». Однако на заводе «Наваль» (ОНЗиВ) изначально всю конструкторскую документацию для строящегося дредноута обозначали по имени «Императрица Екатерина II». В Адмиралтействе это несоответствие в названиях дредноута не корректировалось вплоть до 14 июня 1914 года. (по другим данным до 27 июня 1915 г.), когда корабль получил название «Императрица Екатерина Великая».
Разработку рабочего проекта (разработку всех детальных чертежей) должен был производить завод «Руссуд», а остальным было предписано использовать светокопии этих чертежей. Для ускорения процесса разработки рабочих чертежей завод «Руссуд», по заключённому с Морским министерством особому соглашению, получил в своё распоряжение от правлений Балтийского и Адмиралтейского заводов все построечные чертежи для балтийских дредноутов. В этой связи проектирование всех корабельных систем, устройств, помещений и различного оборудования сводилось к привязке этих чертежей к «черноморскому» варианту.
| Сравнительные контрактные тактико-технические элементы (ТТЭ) для дредноутов постройки «Руссуд» и «Наваль»: | Сравнительные контрактные тактико-технические элементы (ТТЭ) для дредноутов постройки «Руссуд» и «Наваль»: | Сравнительные контрактные тактико-технические элементы (ТТЭ) для дредноутов постройки «Руссуд» и «Наваль»: | Сравнительные контрактные тактико-технические элементы (ТТЭ) для дредноутов постройки «Руссуд» и «Наваль»: |
| Контрактные ТТЭ                                                                                            | «Императрица Мария» и «Император Александр III»                                                            | «Императрица Екатерина II»                                                                                 | |
| --- | --- | --- | --- |
| Водоизмещение (нормальное), тонн                                                                           | 22 600 | 23 873 | |
| Длина по КВЛ, м                                                                                            | 168,00 | 169,46 | |
| Наибольшая ширина с бронёй, м                                                                              | 27,43 | 28,07 | |
| Осадка, м                                                                                                  | 8,36 | 8,36 | |
| Метацентрическая высота, м                                                                                 | 1,76 | 1,66 | |
| Скорость (320 об/мин), узлов                                                                               | 21 | 21 | |
| Наибольшая общая мощность (320 об/мин) на валах, л. с.                                                     | 26 000 | 27 000 | |
| Контрактная стоимость постройки корпуса с механизмами и устройствами, золотых рублей                       | 19 млн. 720 тыс.                                                                                           | 20 млн. 804 тыс.                                                                                           | |
| Общая контрактная стоимость постройки корабля, золотых рублей                                              | 27 млн. 780 тыс.                                                                                           | 29 млн. 804 тыс.                                                                                           | |

Летом 1912 года по инициативе артиллерийского отдела ГУК и С Морским министерством было принято решение о проведении испытаний обстрелом системы бронирования для находящихся в постройке балтийских дредноутов типа «Севастополь». В скором времени результаты этих испытаний оказали существенное возмущающее воздействие на процесс рабочего проектирования и постройку черноморских дредноутов.
Надвигающаяся война заставляла, несмотря на печальный опыт прошлого, вести разработку рабочих чертежей одновременно с постройкой кораблей. Из-за этого корабли серии имеют множество отличий, и поэтому о серийной постройке можно было говорить лишь условно. Сказывалось на ходе работ и то, что заводы впервые строили такие крупные корабли. Все это привело к заметному дифференту на нос (посадки свиньёй) при полном водоизмещении, но из-за подъёма корпуса в нос и седловатости это практически не ухудшило мореходность.
19 октября 1913 года Руссуд спустил на воду «Императрицу Марию». 2 апреля 1914 года к нему присоединился линкор «Император Александр III». 24 мая 1914 года, незадолго до начала Первой Мировой войны, ОНЗиВ спустил на воду линейный корабль «Императрица Екатерина Великая», и, не дожидаясь подписания соответствующего контракта, 9 июня заложил на опустевшем стапеле четвёртый линейный корабль, получивший имя «Император Николай I».

## Конструкция

### Корпус
«Императрица Екатерина II» имела гладкопалубный корпус с незначительным подъёмом в носовой оконечности на 0,7 метра (из этого от носовой башни к форштевню 0,6 м).
Корпус «Императрицы Марии» и «Императора Александра III» имел верхнюю палубу с небольшой седловатостью и подъёмом, две гладкие полные палубы среднюю и нижнюю, и по две платформы в оконечностях вне пределов машинных и котельных отделений.
На всем протяжении корпус имел двойное дно, а в подбашенных отсеках (кроме кормового) — третье. Набирался корпус по продольной схеме.
Поперечная метацентрическая высота, составляла 1,76 м.

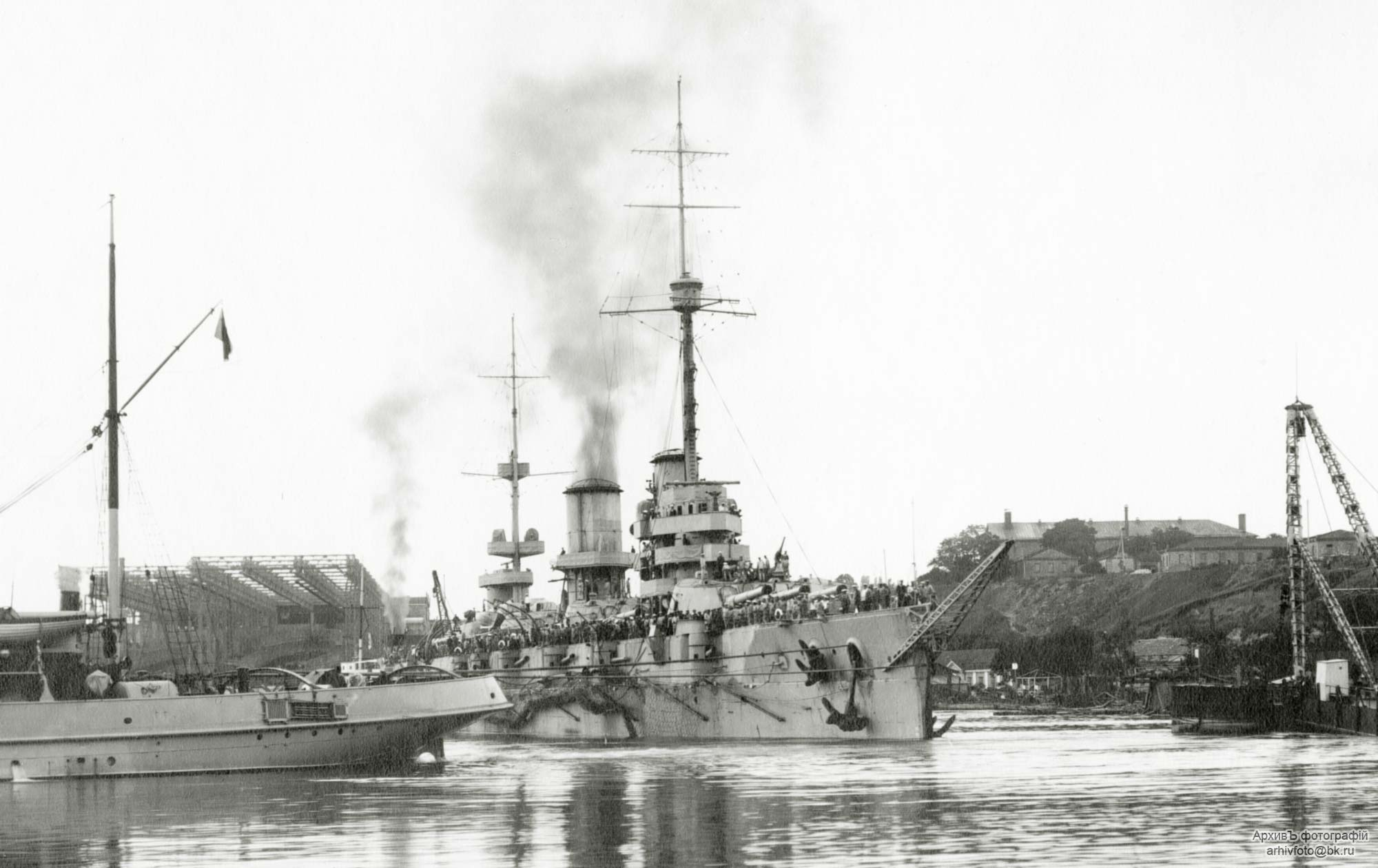
«Императрица Мария» покидает завод Руссуд, 24 июня 1915 года

При изготовлении корпуса использовались три сорта сортов стали: мягкая судостроительная с предельным сопротивлением 42 кГс/мм² и растяжением не менее 20 %; повышенного сопротивления до 63 кГс/мм² и растяжением не менее 18 %; высокого сопротивления до 72 кГс/мм² и растяжением не менее 16 %.
Каждый из кораблей управлялся двумя балансирными рулями, с осями вращения расположенными в диаметральной плоскости — малый между 126/127 шп., большой между 133/134 шп. Рули состояли из баллеров и рёбер мягкой стали, пространство между которыми было заполнено деревянными просмоленными брусьями. Рули обшивались стальными листами толщиной 10 мм.

### Бронирование
Система броневой защиты состояла из вертикальных поясов по ватерлинии и верхнего пояса, двух внутренних бортовых продольных переборок, 305-мм башен главного калибра, котельных кожухов и боевых рубок. Горизонтальная броневая защита включала броневые палубы: нижнюю, среднюю и верхнюю. Плиты бортовой поясной брони по ватерлинии имели толщину 262,5 мм в средней части корпуса, уменьшаясь к оконечностям: в нос и корму до 125 мм. Главный броневой пояс высотой 5,24 метра, опускался, при проектной осадке, ниже ватерлинии на 2 метра и нижней частью опирался на специальную полку, принимавшую на себя его вес. Плиты крепились к корпусу с помощью броневых болтов, без использования деревянной подкладки, и проходили сквозь бортовую обшивку толщиной 14-16 мм, связываясь с силовым набором корпуса. На линкорах было применено разнесённое бронирование: за главным поясом находился внутренний пояс толщиной 50 мм, бортовые переборки выше средней палубы покрывались 25-мм броневыми плитами. По бортам верхнего броневого пояса крепились броневые плиты толщиной 125 мм, уменьшаясь к носовой оконечности до 75 мм. В районе кормовой оконечности верхний пояс отсутствовал. Носовой траверз верхнего пояса имел толщину броневых листов 50 мм, а кормовой — 125 мм.
Нижняя броневая (карапасная) 20-фунтовая палуба (12,5 мм) стелилась на стальную палубную обшивку толщиной 12,5 мм. К бортам нижняя броневая палуба имела скосы из броневых листов толщиной 50 мм. В кормовой оконечности нижняя палуба была горизонтальной по всей ширине корпуса (без скосов) и имела толщину в 50 мм. Средняя броневая палуба, в средней части корабля, имела толщину 25 мм и 19 мм — в пространстве между бортами и продольными броневыми переборками. В носовой оконечности толщина средней палубы равнялась 25 мм по всей ширине корабля, а в кормовой — 37,5 мм по всей его ширине, уменьшаясь до 19-мм над румпельным отделением. Верхняя броневая палуба толщиной в 37,5 мм покрывала цитадель и носовую оконечность, уменьшаясь в кормовой оконечности — до 6 мм, а поверх броневых плит укладывался настил из сосновых досок толщиной 50 мм. Боевые носовая и кормовая рубки защищались бортовой бронёй имевшей толщину 300 мм, крыши рубок прикрывались броневыми листами толщиной 250 мм, а полы — 76 мм. Трубы, защищающие провода между боевыми рубками и центральным постом, имели толщину 76 мм, а в самих рубках — 127 мм.
Башенные установки 305-мм орудий главного калибра защищались броневыми плитами толщиной 250 мм (400-фунтовыми), а тыльные плиты имели толщину 305 мм. Крыши башенных установок были прикрыты бронёй толщиной в 125-мм(100 мм), а броня неподвижных барбетов была толщиной над верхней палубой и под ней на 0,75 м 250 мм, дальше — 150 мм для концевых башен и 125 мм для средних и внутренних секторов барбетов концевых башен. Кожухи дымовых труб закрывались броневыми листами толщиной 22 мм. Элеваторы защищались броневыми листами толщиной 25,4 мм. Отстояние трюмной продольной противоминной переборки (толщина 8...9 мм) от борта (по наибольшей ширине у скулы) на «Императрице Марии» 3,5 м, а на «Екатерине II» — 3,8 м. При проектировании данного типа линкоров произошёл частичный переход на метрическую систему мер — для контроля весовой дисциплины калибровка палубных и переборочных плит производилась в фунтах — пропорционально массе одного квадратного фута броневого листа. При этом 40-фунтовая броня или судостроительная сталь соответствует толщине в 0,98"-0,99" (в зависимости от плотности стали), или 24,9...25,1 мм, раньше это округлённо считалось равным одному дюйму (25,4 мм), теперь 25 мм.

### Силовая установка

#### Главная энергетическая установка
Главная энергетическая установка включала в себя два комплекта турбин Парсонса производства фирмы «Джон Браун» с прямой передачей на четыре гребных вала, вращавших четыре латунных гребных винта диаметром 2,4 м. Главные механизмы располагались в пяти водонепроницаемых отсеках между третьей и четвёртой башнями главного калибра. Каждый комплект турбин состоял из турбин высокого давления переднего и заднего хода и турбин низкого давления переднего и заднего хода. Турбины высокого давления вращали наружные гребные валы, турбины низкого давления — внутренние.

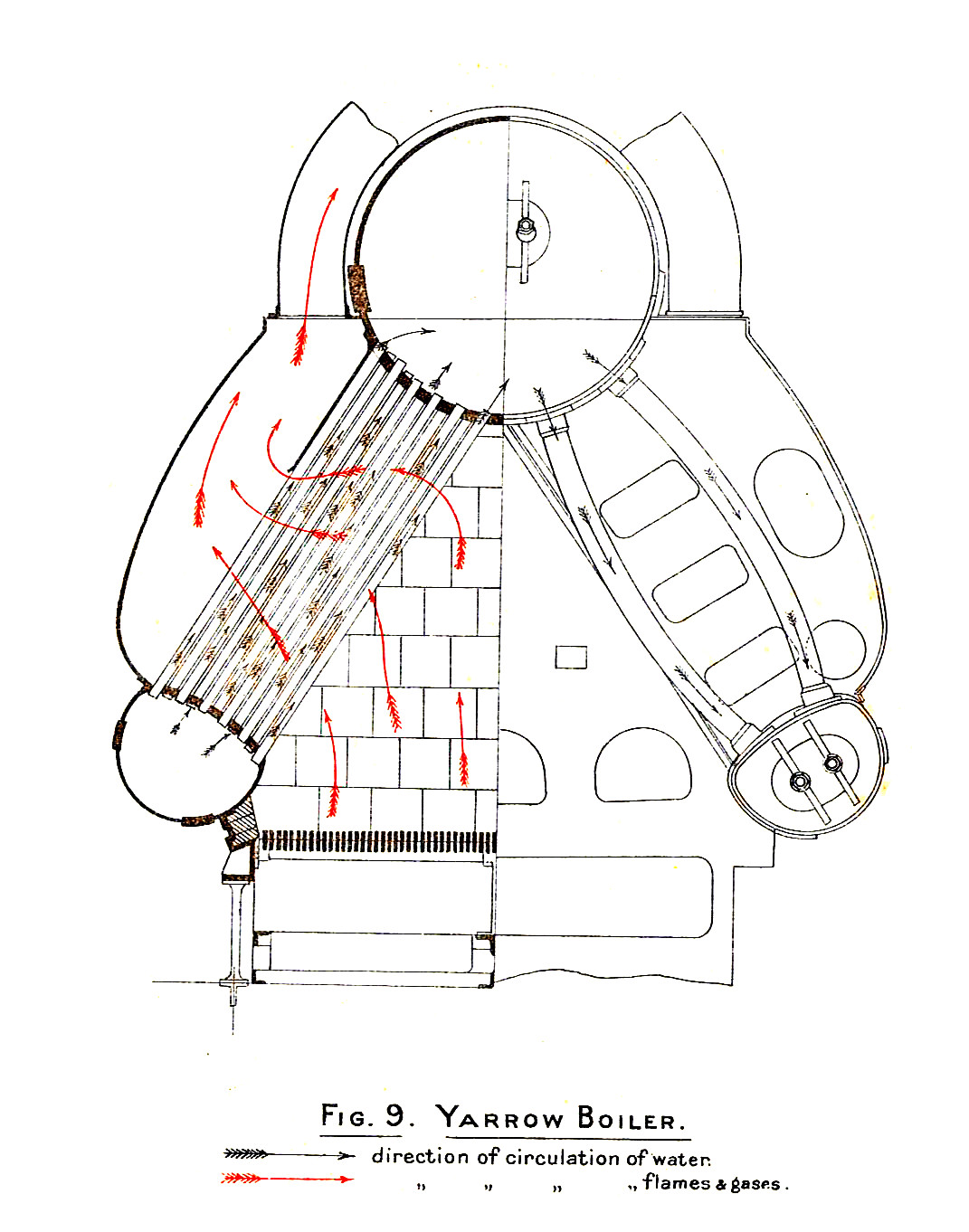
Корабельный водотрубный паровой котёл «Ярроу».

Двадцать водотрубных котлов Ярроу (изготовленных в Харькове), рабочим давлением 17,5 кГс/см², питали турбинные агрегаты.
Номинальная мощность силовой установки составляла 26 000 л. с., что должно было обеспечить скорость 21 узел при 320 об/мин.
Площадь нагревательной поверхности котлов составляла 6800 м². Котлы должны были обеспечивать отопление как углём, так и нефтяными остатками.
На испытаниях всех кораблей была превышена мощность 33 000 л. с. и скорость 21,5 узлов.

#### Электропитание
Четыре основных турбогенераторов мощностью по 360 кВт переменного трёхфазного тока снабжали корабль электроэнергией напряжением 225 В. Имелось так же два вспомогательных генератора мощностью по 200 кВт.
Суммарная мощность корабельной электростанции составляла 1840 кВт.

### Вооружение

#### Главный калибр
Артиллерию главного калибра линкоров типа «Императрица Мария» составляли двенадцать нарезных 305-мм пушек конструкции Обуховского завода, размещавшиеся в четырёх трёхорудийных башенных установках. Орудие имело калибр в 304,8 мм при длине ствола в 52 калибра / 15 850 мм, а его масса составляла 50,7 т. Затвор орудия — поршневой, конструкции фирмы «Виккерс», открывающийся вправо. Орудие имело объём зарядной каморы в 224,6 дм³ и рассчитывалось на давление в канале ствола до 2400 кг/см², что позволяло обеспечить снарядам образца 1911 года весом 470,9 кг начальную скорость в 762 м/с, дальность стрельбы 23 228 м при угле +25°. Станки для 305/52 орудий конструировались на базе таких же станков для орудий 305/40 линкоров «Андрей Первозванный». Хотя проектной живучести ствола (400 выстрелов полным зарядом) достигнуть не удалось, она составила более 300 выстрелов, что значительно больше, чем у современных иностранных орудий того же калибра.
Расположение башен — линейное как на «Севастополях», углы обстрела установок на один борт составляли: 0...155° для носовой башни, 25...155° для второй и третьей башни и 25...180° для кормовой башни. Таким образом, все двенадцать орудий могли вести обстрел в траверзе ±65°, но носовой и кормовой сектора обстреливались лишь тремя орудиями. Вертикальные углы наведения составляли от −5 до +25°. Наведение орудийной установки осуществлялось при помощи электродвигателей постоянной скорости вращения, работавших через гидромеханические регуляторы скорости, известные как «муфты Дженни» — одного, мощностью 30 л. с. для поворота башни и трёх, мощностью по 12 л. с. — для вертикальной наводки. Максимальная скорость горизонтальной наводки составляла 3,2 град/сек, вертикальной — 4 град/сек. Также в установке предусматривался ручной привод, при помощи которого могла обеспечиваться скорость горизонтальной наводки в 0,5 град/сек, для чего требовались усилия двенадцати человек, а время наведения в вертикальной плоскость с −5° до +25° при этом не превышало 45 секунд. Углы заряжания составляли от −5 до +13°. Башни имели более удобную компоновку механизмов чем на «Севастополях». Для обеспечения автономной стрельбы каждая башня оборудовалась оптическим дальномером в бронированных трубах с объективами, вынесенными за пределы боевого отделения. Заказы на изготовление башенных установок для линкоров «Императрица Мария» и «Императрица Екатерина II» по чертежам Путиловского завода выдали «ОНЗиВ», а для линкора «Император Александр III» башни заказали Путиловскому заводу.

#### Противоминный калибр
Артиллерия противоминного калибра состояла из двадцати новейших 130-мм пушек. Орудия имели скреплённый ствол с длиной ствола 55 калибров и поршневой затвор патента Виккерса (другое название: затвор Велина). Скорострельность орудий 36,86 килограммовыми снарядами составляла 6 выстрелов в минуту. Заряжание орудий — раздельно-картузное. Боекомплект противоминного калибра связи с увеличением их количества уменьшился до 245 выстрелов на орудие против 300 на «Севастополях».
Система управления огнём не отличалась от применённой на балтийских линкорах.

## История службы
В ходе испытаний «Императрицы Марии» вскрылся просчёт конструкторов «Руссуда» — при полном водоизмещении корабль «сидел свиньёй».
Командующий Черноморским флотом адмирал А. А. Эбергард после вступления корабля в строй, приказал провести следующие мероприятия по устранению дифферента:
1. уменьшить количество боезапаса первых двух башен главного калибра до 70 выстрелов на орудие вместо 100;
2. для носовой группы 130-мм орудий оставили по 100 выстрелов вместо 245 по штату;
3. укоротить якорь-цепь правого борта.

Эти меры заметно разгрузили носовую оконечность.
Так проявили себя результаты проектных перегрузок по инициативе заказчика.
«Александре III» эту проблему решили по другому, он вступил в строй с уменьшенным до 18 числом 130-мм орудий — без крайних носовых установок правого и левого бортов — на нём таким способом избавились от выявленных в ходе испытаний «Императрицы Марии» перегрузки и дифферента на нос. Эти меры были проделаны несмотря на то, что благодаря более удачной форме корпуса, в отличие от линейных кораблей типа «Севастополь», дифферент на нос почти не снижал мореходность, а являлся скорее эстетическим недостатком.

## Представители
| Название                                        | Судоверфь | Закладка        | Спуск на воду   | Принятие на вооружение | Судьба                                                  |
| ----------------------------------------------- | --------- | --------------- | --------------- | ---------------------- | ------------------------------------------------------- |
| Императрица Мария                               | Руссуд    | 17 октября 1911 | 19 октября 1913 | 25 августа 1915        | затонул 7 октября 1916 при взрыве погреба               |
| Император Александр III / Воля                  | Руссуд    | 17 октября 1911 | 2 апреля 1914   | 15 июня 1917           | снят с вооружения 29 октября 1924, пущен на слом в 1936 |
| Императрица Екатерина Великая/ Свободная Россия | ОНЗиВ     | 17 октября 1911 | 24 мая 1914     | 5 октября 1915         | затоплен эсминцем «Керчь» 18 июня 1918                  |
| Иоанн Грозный/ Император Николай I/Демократия   | ОНЗиВ     | 9 июня 1914     | 5 октября 1916  | не достроен            | разобран на металл                                      |

## Сравнение с аналогами
| Сравнительные характеристики капитальных кораблей | Сравнительные характеристики капитальных кораблей | Сравнительные характеристики капитальных кораблей | Сравнительные характеристики капитальных кораблей | Сравнительные характеристики капитальных кораблей | Сравнительные характеристики капитальных кораблей | Сравнительные характеристики капитальных кораблей |
|                                                   | «Султан Осман I» ()                               | «Гельголанд»                                      | «Севастополь»                                     | «Yavuz Sultan Selim» ()                           | «Императрица Мария»                               | «Решадие» ()                                      |
| ------------------------------------------------- | ------------------------------------------------- | ------------------------------------------------- | ------------------------------------------------- | ------------------------------------------------- | ------------------------------------------------- | ------------------------------------------------- |
| Класс                                             | линкор                                            | линкор                                            | линкор                                            | линейный крейсер                                  | линкор                                            | линкор                                            |
| Год закладки                                      | 1910                                              | 1908                                              | 1909                                              | 1909                                              | 1911                                              | 1911                                              |
| Год ввода в строй                                 | 1914                                              | 1911                                              | 1914                                              | 1912                                              | 1915                                              | 1914                                              |
| Водоизмещение нормальное, т                       | 28 296                                            | 22 808                                            | 23 000                                            | 22 979                                            | 23 413                                            | 23 144                                            |
| Полное, т                                         | 31 354                                            | 24 700                                            | 25 580                                            | 25 400                                            | 24 500                                            | 25 654                                            |
| Размерения, м (Д×Ш×О)                             | 204,7×27×8,2                                      | 167,2×28,5×8,2                                    | 181,2×26,9×8,5                                    | 186,6×29,4×8,77                                   | 168×27,3×9                                        | 170,5×28×8,6                                      |
| Номинальная мощность СУ, л. с.                    | 34 000                                            | 28 000                                            | 42 000                                            | 52 000                                            | 26 000                                            | 26 500                                            |
| Проектная максимальная скорость, узлы             | 22                                                | 20,5                                              | 23                                                | 25,5                                              | 21                                                | 21                                                |
| Дальность, миль (на скорости, узлы)               | 7000 (10)                                         | 5500 (10)                                         | 3000 (10)                                         | 4120 (14)                                         | 2960 (10)                                         | 5300 (10)                                         |
| Бронирование, мм                                  |                                                   |                                                   |                                                   |                                                   |                                                   |                                                   |
| Главный пояс                                      | 229                                               | 300                                               | 225+50                                            | 270                                               | 262,5+50                                          | 229-305                                           |
| Верхний пояс                                      | 152                                               | 170-250                                           | 125+37,5                                          | 200                                               | 100+25                                            | 203                                               |
| Башни, лоб/крыша                                  | 305/76                                            | 300/100                                           | 203/75                                            | 230/90                                            | 250/125                                           | 279/102                                           |
| Барбеты                                           | 229                                               | 300                                               | 150                                               | 200—230                                           | 250                                               | 254                                               |
| Рубка                                             | 254                                               | 400                                               | 250                                               | 300                                               | 300                                               | 254                                               |
| Палуба                                            | 88—51                                             | 80—55                                             | 37,5+25+12                                        | 50—30                                             | 37,5+25+12                                        | 65—25                                             |
| Вооружение                                        |                                                   |                                                   |                                                   |                                                   |                                                   |                                                   |
| Главный калибр                                    | 7×2-305-мм/46                                     | 6×2-305-мм/50                                     | 4×3-305-мм/52                                     | 5×2-280-мм/50                                     | 4×3-305-мм/52                                     | 5×2-343-мм/45                                     |
| Вспомогательный                                   | 14×152-мм/50 4×57-мм                              | 14×150-мм/45 14×88-мм/45                          | 16×120-мм/50 2×63-мм                              | 12×150-мм/45 12×88-мм/45                          | 20×130-мм/55 8×75-мм                              | 16×152-мм/50 4×57-мм                              |
| Торпедное вооружение                              | 3×1-533-мм ТА                                     | 6×1-500-мм ТА                                     | 4×1-450-мм ТА                                     | 4×1-500-мм ТА                                     | 4×1-450-мм ТА                                     | 4×1-533-мм ТА                                     |